# Нестеров, Аркадий Александрович
Аркадий Александрович Нестеров (14 декабря 1918, Гжатск — 3 августа 1999, Нижний Новгород) — советский и российский композитор, музыкальный педагог, музыкально-общественный деятель, почетный гражданин Нижнего Новгорода, профессор (1975), ректор Нижегородской государственной консерватории имени М. И. Глинки (1972—1993).
Народный артист РСФСР (10.10.1979), заслуженный деятель искусств РСФСР (26.05.1969).

## Биография
Родился 14 декабря 1918 года в Гжатске (ныне город Гагарин Смоленской области). Был воспитанником взвода трубачей кавалерийского полка в Москве, где получил начальное музыкальное образование. В 1939 году окончил композиторское отделение музыкального училища имени Гнесиных (класс Е. И. Месснера). В 1941 году, будучи студентом Московской государственной консерватории, добровольцем ушел на фронт в составе Народного ополчения. Принимал участие в Великой Отечественной войне. Был связистом. Окончил войну в Оппельне. Демобилизовался в 1946 году. В 1948 году окончил Московскую государственную консерватории имени П. И. Чайковского по специальности сочинение (класс композиции профессора В. Я. Шебалина).
После окончания Московской консерватории Аркадий Нестеров переехал в город Горький (ныне Нижний Новгород), где стал преподавателем консерватории. Был заведующим кафедрой теории музыки, затем заведовал созданной им кафедрой композиции. В 1975 году получил звание профессора. С 1972 по 1993 являлся ректором Нижегородской государственной консерватории имени М. И. Глинки. Класс композиции Аркадия Нестерова окончили более 50 человек, среди которых В. П. Беренков, Л. А. Буров, Г. Г. Вдовин, Б. С. Гецелев, А. Н. Документов, И. Л. Ефремов, М. А. Зайчиков, Е. Ф. Казановский, Г. Н. Комраков, С. П. Стразов, Э. Б. Фертельмейстер. В 1958—1964 годах был председателем правления хорового общества Горьковской области, в 1965—1995 годах — председателем правления Верхневолжской организации Союза композиторов РСФСР.
Аркадий Нестеров выступал в различных музыкальных жанрах, но основное место в его творчестве занимает симфоническая и оперно-театральная музыка. Многие из его сочинений посвящены революционной тематике (симфоническая поэма-фантазия «Буревестник» по М. Горькому). Ряд произведений посвящён Нижнему Новгороду и Нижегородской области (опера «Козьма Минин», кантаты «Немеркнущий огонь», «Земля Нижегородская», цикл «Песни родного края»). В книге «Народные песни Горьковской области» он собрал более 200 образцов местного музыкального фольклора. Тематика Великой Отечественной войны и борьбы с фашизмом представлена в операх «Летят журавли» по пьесе В. Розова «Вечно живые», «Пастух и пастушка» по одноимённой повести В. Астафьева, симфонической поэме «Белая береза» по одноимённому роману М. Бубеннова, вокально-симфоническом цикле «Земля героев», хоровом вокализе «Памяти павших» и других сочинениях.
Скончался 3 августа 1999 года в Нижнем Новгороде. Похоронен на кладбище «Марьина Роща». На стене его дома (ул. Варварская, 6) установлена мемориальная доска.

## Основные сочинения
- Опера «Козьма Минин» (1948)
- Опера «Летят журавли» (1970)
- Опера «Пастух и пастушка» (1985)
- Балет «Тимур и его команда» (1956)
- Балет «Хореографический дивертисмент» (1967).
- Две симфонии (1947, 1963)
- Симфоническая поэма «Белая береза» (1952)
- Симфоническая поэма-фантазия «Буревестник» (1968)
- «Молодежная увертюра» (1953)
- Две балетные сюиты (1957, 1958)
- Фуга
- «Торжественный прелюд»
- Концерт для тромбона с оркестром (1952)
- Концерт для трубы с оркестром (1972)
- Концерт для валторны с оркестром (1986)
- Концерт для тубы с оркестром (1991)
- Концерт для бас-тромбона с оркестром (1995)
- Кантата «Сказ о счастье народном» (1950)
- Кантата «Немеркнущий огонь» (1967)
- Кантата «Мальчишки и солнце» (1968)
- Кантата «Земля нижегородская» (1971)
- Кантата «Автозаводцы» (1981)
- Кантата «Светорусье» (1992)
- 3 поэмы для баритона с оркестром «Земля героев» (1961)
- Хоровой цикл «Весенние всходы» (1988)
- Два сборника хоров (1950, 1958)
- Детские хоры
- Хоровые обработки русских народных песен.
- Три струнных квартета (1939, 1941, 1960)
- Трио для скрипки, альта и виолончели (1998)
- Квартет для деревянных духовых инструментов (1990)
- Брасс-квинтет (1993)
- Каприччио на две волжские темы для пяти тромбонов и тубы (1959)
- Три поэмы, прелюдии — для фортепиано
- «Лирическая баллада» для скрипки и фортепиано
- Соната для скрипки соло (1994)
- Соната для альта соло (1997)
- Соната для виолончели соло (1964)
- «Драматическая поэма», Легенда, Скерцо — для тромбона и фортепиано;
- Импровизация и этюд для тромбона соло
- Былина — для баяна.
- Романсы на стихи А.Пушкина, М.Лермонтова, А.Толстого, М.Цветаевой, А.Коваленкова, В.Половинкина.
- Музыка к спектаклям и радиопостановкам «Царь Юрий», «Фёдор Волков», «Печорин», «На горах», «Летчик Петр Нестеров», «Вьюга», «Посольский дневник», «Панфиловцы» .

## Награды и звания
- Орден Отечественной войны II степени (1985)[8]
- Орден Октябрьской Революции (1986)[8]
- Орден Трудового Красного Знамени (1961)[8]
- Народный артист РСФСР (10.10.1979)[9]
- Заслуженный деятель искусств РСФСР (26.05.1969)[9]
- Заслуженный деятель искусств Чувашской АССР[9]
- Заслуженный деятель искусств Мордовской АССР[9]
- Почётный гражданин города Нижнего Новгорода (1991)[9]
- Почётный гражданин города Гагарин[10].
- Орден Ленина (1991)